# Copa América CAF7 2022
Copa América CAF7 2022 byla 4. ročníkem Copa América CAF7 a konalo se v chilském hlavním měste Santiago de Chile v období od 17. do 20. listopadu 2022. Účastnilo se ho 10 týmů, které byly rozděleny do 2 skupin po 5 týmech. Ze skupiny pak postoupily do vyřazovací fáze první tři celky. Vyřazovací fáze zahrnovala 6 zápasů. Na turnaj kvůli problému s dopravou neodcestovali reprezentanti a obhájci titulu z Kolumbie. Účast odřekl také Paraguay, který nahradil B-tým Chile. Ve finále zvítězili reprezentanti Brazílie, kteří porazili výběr Venezuely 6:2.

## Stadion
Turnaj se hrál na jednom stadionu v jednom hostitelském městě: Complejo Deportivo CDC (Santiago de Chile).
| Santiago de Chile      |
| ---------------------- |
| Complejo Deportivo CDC |
| Kapacita: 200          |
| Santiago de Chile      |

## Skupinová fáze
| Vysvětlivky                     |
| ------------------------------- |
| Tým postupující do semifinále   |
| Tým postupující do předkola     |
| Vítěz zápasu je tučně zvýrazněn |

Čas každého zápasu je uveden v lokálním čase.

#### Skupina A
| Tým       | Z | V | R | P | VG | IG | +/− | B |
| --------- | - | - | - | - | -- | -- | --- | - |
| Venezuela | 4 | 2 | 2 | 0 | 15 | 8  | +7  | 8 |
| Chile     | 4 | 2 | 1 | 1 | 13 | 7  | +6  | 7 |
| Uruguay   | 4 | 2 | 0 | 2 | 15 | 15 | 0   | 6 |
| Mexiko    | 4 | 2 | 0 | 2 | 13 | 14 | −1  | 6 |
| Chile B   | 4 | 0 | 1 | 3 | 7  | 19 | −12 | 1 |

| 17. listopadu 2022 9:00                               |        |                                              |                                           |
| Uruguay                                               | 3 : 2  | Chile                                        | Complejo Deportivo CDC, Santiago de Chile |
| Elias Paiva 8' Michel Miranda 10' Carlos Kurovsky 12' | Report | Camilo Zuñiga 19' Carlos González Ruiz 50+1' | Complejo Deportivo CDC, Santiago de Chile |

| 17. listopadu 2022 10:10                                                      |        |                                          |                                           |
| Chile B                                                                       | 3 : 3  | Venezuela                                | Complejo Deportivo CDC, Santiago de Chile |
| Luis Torres Jara 10' Javier Martinez Higuera 35' Jonathan Chaparro Guerra 46' | Report | Carlos Dorante 3', 8' Yanko Vagovits 36' | Complejo Deportivo CDC, Santiago de Chile |

|                                                                   |       | Penaltový rozstřel          |  |
| Ivan Mella Ramirez Jonathan Chaparro Guerra Guido Seyssel Caamaño | 3 : 1 | Adolfo Guerra Anthony Ochoa |  |

| 17. listopadu 2022 16:00 |        | |                                           |
| Chile B                  | 1 : 7  | Chile | Complejo Deportivo CDC, Santiago de Chile |
| Luis Torres Jara 11'     | Report | Sebastian Alarcón Inzunza 2' Boris Cacerés Maganza 7' Ángel Cofre Romero 26' Carlos González Ruiz 32', 37' Francisco Levipan 44' Camilo Zuñiga 47' | Complejo Deportivo CDC, Santiago de Chile |

| 17. listopadu 2022 17:10                                                                                |        | |                                           |
| Venezuela                                                                                               | 6 : 3  | Mexiko                                                                                                  | Complejo Deportivo CDC, Santiago de Chile |
| Carlos Dorante 4' Bianmar Rodriguez 16' Kleverson Carvajal 35', 40' Hobert Guzman 43' Anthony Ochoa 46' | Report | Alexis Leonel Castañeda Vargas 6' Carlos Daniel Ulloa Castañeda 24' Brayan Alejandro Padilla Medina 47' | Complejo Deportivo CDC, Santiago de Chile |

| 18. listopadu 2022 9:00                                    |        | |                                           |
| Uruguay                                                    | 4 : 6  | Mexiko | Complejo Deportivo CDC, Santiago de Chile |
| Michel Miranda 11', 43' Pedro Mora 36' Carlos Kurovsky 44' | Report | David Jiménez Cisneros 22', 47' Carlos Daniel Ulloa Castañeda 38' Alexis Leonel Castañeda Vargas 41' Luis Enrique Gutierrez de la Cruz 44' Brayan Alejandro Padilla Medina 46' | Complejo Deportivo CDC, Santiago de Chile |

| 18. listopadu 2022 10:10      |        |                   |                                           |
| Chile                         | 1 : 1  | Venezuela         | Complejo Deportivo CDC, Santiago de Chile |
| Sebastian Alarcón Inzunza 31' | Report | Adolfo Guerra 17' | Complejo Deportivo CDC, Santiago de Chile |

|                                                                                                |       | Penaltový rozstřel                                         |  |
| Ángel Cofre Romero Sebastian Alarcón Inzunza Fabián Alexis Riquelme Vidal Jordan Ortiz Ramirez | 1 : 2 | Adolfo Guerra Anthony Ochoa Kleverson Carvajal Jesus Rojas |  |

| 18. listopadu 2022 16:00 |        |                                                              |                                           |
| Uruguay                  | 1 : 5  | Venezuela                                                    | Complejo Deportivo CDC, Santiago de Chile |
| Michel Miranda 37'       | Report | Anthony Ochoa ?', ?', ?' Carlos Dorante ?' Hobert Guzman 42' | Complejo Deportivo CDC, Santiago de Chile |

| 18. listopadu 2022 17:10                                             |        |                        |                                           |
| Mexiko                                                               | 2 : 1  | Chile B                | Complejo Deportivo CDC, Santiago de Chile |
| Luis Enrique Gutierrez de la Cruz 38' Luis Gerardo Meza Figueroa 44' | Report | Ivan Mella Ramirez 43' | Complejo Deportivo CDC, Santiago de Chile |

| 19. listopadu 2022 9:00                                      |        |                                             |                                           |
| Mexiko                                                       | 2 : 3  | Chile                                       | Complejo Deportivo CDC, Santiago de Chile |
| Luis Gerardo Meza Figueroa 1' Daniel De la Torre Álvarez 31' | Report | Francisco Levipan 5', 13' Camilo Zuñiga 18' | Complejo Deportivo CDC, Santiago de Chile |

| 19. listopadu 2022 10:10                       |        | |                                           |
| Chile B                                        | 2 : 7  | Uruguay                                                                                                  | Complejo Deportivo CDC, Santiago de Chile |
| Luis Torres Jara 2' Franco Melgarejo Matus 15' | Report | Federico Machado 1', 44' Michel Miranda 4' (pen.), 11' Eddie Carballo 17' Elias Paiva 17' Pedro Mora 30' | Complejo Deportivo CDC, Santiago de Chile |

#### Skupina B
| Tým       | Z | V | R | P | VG | IG | +/− | B  |
| --------- | - | - | - | - | -- | -- | --- | -- |
| Brazílie  | 4 | 4 | 0 | 0 | 17 | 2  | +15 | 12 |
| Argentina | 4 | 2 | 1 | 1 | 12 | 8  | +4  | 7  |
| Peru      | 4 | 2 | 0 | 2 | 9  | 10 | −1  | 6  |
| Ekvádor   | 4 | 1 | 1 | 2 | 9  | 7  | +2  | 4  |
| Kolumbie  | 4 | 0 | 0 | 4 | 0  | 20 | −20 | 0  |

| 17. listopadu 2022 11:20 |           |          |                                           |
| Ekvádor                  | 5 : 0     | Kolumbie | Complejo Deportivo CDC, Santiago de Chile |
|                          | Kontumace |          | Complejo Deportivo CDC, Santiago de Chile |

| 17. listopadu 2022 12:30  |        |                                                                        |                                           |
| Peru                      | 1 : 4  | Brazílie                                                               | Complejo Deportivo CDC, Santiago de Chile |
| Roger Quesada Espinoza 8' | Report | Douglas Marques do Nascimento 21' Gabriel Gil Bernardo 44', 46', 50+1' | Complejo Deportivo CDC, Santiago de Chile |

| 17. listopadu 2022 18:20          |        |                                                     |                                           |
| Argentina                         | 2 : 2  | Ekvádor                                             | Complejo Deportivo CDC, Santiago de Chile |
| Matias Alejandro Polizzi 31', 41' | Report | Pablo Estrella Ordoñez 39' Ermel Minga Espinoza 46' | Complejo Deportivo CDC, Santiago de Chile |

|                                                                                    |       | Penaltový rozstřel                                                                       |  |
| Franco Mainero Federico Daniel Zaffarano Matias Alejandro Polizzi Agustin Marinaro | 2 : 1 | Pablo Estrella Ordoñez Luis Orellana Ocampo Ermel Minga Espinoza Jandry Requelme Criollo |  |

| 17. listopadu 2022 19:30 |           |          |                                           |
| Peru                     | 5 : 0     | Kolumbie | Complejo Deportivo CDC, Santiago de Chile |
|                          | Kontumace |          | Complejo Deportivo CDC, Santiago de Chile |

| 18. listopadu 2022 11:20 |           |          |                                           |
| Brazílie                 | 5 : 0     | Kolumbie | Complejo Deportivo CDC, Santiago de Chile |
|                          | Kontumace |          | Complejo Deportivo CDC, Santiago de Chile |

| 18. listopadu 2022 12:30                                                                                      |        |                            |                                           |
| Argentina | 5 : 1  | Peru                       | Complejo Deportivo CDC, Santiago de Chile |
| Juan Bautista Corvalan Roldán 1', 44' Franco Mainero 2' Federico Daniel Zaffarano 25' Axel Rodrigo Oviedo 42' | Report | Anthur Aviles Carrillo 14' | Complejo Deportivo CDC, Santiago de Chile |

| 18. listopadu 2022 18:20                          |        |                             |                                           |
| Peru                                              | 2 : 1  | Ekvádor                     | Complejo Deportivo CDC, Santiago de Chile |
| Marino Farías Olivo 7' Anthur Aviles Carrillo 27' | Report | Jandry Requelme Criollo 19' | Complejo Deportivo CDC, Santiago de Chile |

| 18. listopadu 2022 19:30 |        | |                                           |
| Argentina                | 0 : 5  | Brazílie | Complejo Deportivo CDC, Santiago de Chile |
|                          | Report | Christian Felipe Santos 6' Paulo Vitor Alves Barbosa 9' Edson Roberto Vieira Junior 22' Camillo Augusto Marchezi de Oliveira Neves 33' Felipe de Oliveira Lopes 42' | Complejo Deportivo CDC, Santiago de Chile |

| 19. listopadu 2022 11:20 |           |          |                                           |
| Argentina                | 5 : 0     | Kolumbie | Complejo Deportivo CDC, Santiago de Chile |
|                          | Kontumace |          | Complejo Deportivo CDC, Santiago de Chile |

| 19. listopadu 2022 12:30   |        |                                                                                       |                                           |
| Ekvádor                    | 1 : 3  | Brazílie                                                                              | Complejo Deportivo CDC, Santiago de Chile |
| Maicol Garzon Avendaño 27' | Report | Lucas da Silva Nascimento 32' Romário Luiz de Souza 41' Paulo Vitor Alves Barbosa 46' | Complejo Deportivo CDC, Santiago de Chile |

## Vyřazovací fáze
|  | Čtvrtfinále                            | Čtvrtfinále                            |                                        |           | Semifinále  | Semifinále  |  |  | Finále                                 | Finále |
|  |                                        |                                        |                                        |           |             |             |  |  |                                        |        |
|  |                                        |                                        |                                        |           |             |             |  |  |                                        |        |
|  |                                        |                                        |                                        |           |             |             |  |  |                                        |        |
|  | Venezuela                              | *                                      |                                        |           |             |             |  |  |                                        |        |
|  | Venezuela                              | *                                      | 20. listopadu 2022 - Santiago de Chile |           |             |             |  |  |                                        |        |
|  | postup přímo do semifinále             | *                                      |                                        |           |             |             |  |  |                                        |        |
|  | postup přímo do semifinále             | *                                      | Venezuela                              | 4         |             |             |  |  |                                        |        |
|  | 19. listopadu 2022 - Santiago de Chile |                                        | Venezuela                              | 4         |             |             |  |  |                                        |        |
|  |                                        | Argentina                              | 2                                      |           |             |             |  |  |                                        |        |
|  | Argentina (pen.)                       | Argentina                              | 2                                      | 2 (2)     |             |             |  |  |                                        |        |
|  | Argentina (pen.)                       |                                        | 20. listopadu 2022 - Santiago de Chile | 2 (2)     |             |             |  |  |                                        |        |
|  | Uruguay                                | 2 (1)                                  |                                        |           |             |             |  |  |                                        |        |
|  | Uruguay                                | 2 (1)                                  | Brazílie                               | 6         |             |             |  |  |                                        |        |
|  |                                        |                                        | Brazílie                               | 6         |             |             |  |  |                                        |        |
|  |                                        | Venezuela                              | 2                                      |           |             |             |  |  |                                        |        |
|  | Brazílie                               | Venezuela                              | 2                                      | *         |             |             |  |  |                                        |        |
|  | Brazílie                               | 20. listopadu 2022 - Santiago de Chile |                                        | *         |             |             |  |  |                                        |        |
|  | postup přímo do semifinále             | *                                      |                                        |           |             |             |  |  |                                        |        |
|  | postup přímo do semifinále             | *                                      | Brazílie                               | 3         | Třetí místo | Třetí místo |  |  |                                        |        |
|  | 19. listopadu 2022 - Santiago de Chile |                                        | Brazílie                               | 3         | Třetí místo | Třetí místo |  |  |                                        |        |
|  |                                        | Chile                                  | 0                                      |           |             |             |  |  |                                        |        |
|  | Chile                                  | Chile                                  | 0                                      | 7         | Chile       | 4           |  |  |                                        |        |
|  | Chile                                  |                                        |                                        | 7         | Chile       | 4           |  |  |                                        |        |
|  | Peru                                   | 0                                      |                                        | Argentina | 2           |             |  |  |                                        |        |
|  | Peru                                   | 0                                      |                                        |           | 2           |             |  |  |                                        |        |
|  |                                        |                                        |                                        |           |             |             |  |  | 20. listopadu 2022 - Santiago de Chile |        |
|  |                                        |                                        |                                        |           |             |             |  |  |                                        |        |

#### Předkolo
| 19. listopadu 2022 18:00          |        |                                                |                                           |
| Uruguay                           | 2 : 2  | Argentina                                      | Complejo Deportivo CDC, Santiago de Chile |
| Pedro Mora 10' Michel Miranda 37' | Report | Rodrigo Alejandro Verón 5' Rodrigo Defagot 43' | Complejo Deportivo CDC, Santiago de Chile |

|                                           |       | Penaltový rozstřel                                                      |  |
| Pedro Mora Carlos Kurovsky Michel Miranda | 1 : 2 | Jonathan Alexis Pacheco Carranza Rodrigo Alejandro Verón Franco Mainero |  |

| 19. listopadu 2022 19:30 |        |      |                                           |
| Chile | 7 : 0  | Peru | Complejo Deportivo CDC, Santiago de Chile |
| Camilo Zuñiga 9' Sebastian Alarcón Inzunza 16' Francisco Levipan 19' Jordan Ortiz Ramirez 26', 35' Carlos González Ruiz 40' Jairo Guzmán Ordenes 41' | Report |      | Complejo Deportivo CDC, Santiago de Chile |

#### Semifinále
| 20. listopadu 2022 11:00                             |        |                                                                                    |                                           |
| Argentina                                            | 2 : 4  | Venezuela                                                                          | Complejo Deportivo CDC, Santiago de Chile |
| Rodrigo Alejandro Verón 7' Santiago Cáceres Díaz 48' | Report | Anthony Ochoa 11' Adolfo Guerra 19' Jeferson Hernandez 30' Bianmar Rodriguez 50+1' | Complejo Deportivo CDC, Santiago de Chile |

| 20. listopadu 2022 12:10                                                                             |        |       |                                           |
| Brazílie                                                                                             | 3 : 0  | Chile | Complejo Deportivo CDC, Santiago de Chile |
| Camillo Augusto Marchezi de Oliveira Neves 6' Romário Luiz de Souza 9' Lucas da Silva Nascimento 19' | Report |       | Complejo Deportivo CDC, Santiago de Chile |

#### O 3. místo
| 20. listopadu 2022 17:20                                                             |        |                                        |                                           |
| Chile                                                                                | 4 : 2  | Argentina                              | Complejo Deportivo CDC, Santiago de Chile |
| Jordan Ortiz Ramirez 23' Ángel Cofre Romero 40' Esteban Alexis Vargas Perez 41', 43' | Report | Juan Bautista Corvalan Roldán 11', 38' | Complejo Deportivo CDC, Santiago de Chile |

#### Finále
| 20. listopadu 2022 18:30 |        |                                           |                                           |
| Brazílie | 6 : 2  | Venezuela                                 | Complejo Deportivo CDC, Santiago de Chile |
| Camillo Augusto Marchezi de Oliveira Neves 4', 27' Christian Felipe Santos 13' Gabriel Gil Bernardo 33', 37' Mateus Garcia Cabral 40' | Report | Pulguiña 37' (vl.) Jeferson Hernandez 47' | Complejo Deportivo CDC, Santiago de Chile |